# NGC 3532
NGC 3532（Caldwell 91、Melotte 103）は、りゅうこつ座の方角に約1321光年の位置にある散開星団である。願いを込めて投げられたコインが溜まった井戸の底のように見えることから、願いの井戸星団(Wishing Well Cluster)と呼ばれる。7等級以下の恒星約150個からなっている。1990年5月20日のハッブル宇宙望遠鏡の最初の観測の対象となった。みなみじゅうじ座のβ星とδ星は、ほぼ正確にこの星団の方向を指しており、みなみじゅうじ座と、より大きく暗い「ニセ十字」と呼ばれるアステリズムの間に位置している。すぐ近くには変光星みなみじゅうじ座X星があるが、星団には属していない。また近隣には有名なイータカリーナ星雲やNGC 3293、IC 2581等の明るい散開星団がある。